# Phil Monckton
Phil Monckton   (Saint Boniface, 8 d'abril de 1952) és un remer canadenc, ja retirat, que va competir durant les dècades de 1970 i 1980.
El 1976 va prendre part en els Jocs Olímpics d'Estiu de Mont-real, on fou cinquè en la prova del quatre scull del programa de rem. El boicot canadenc als Jocs de Moscou de 1980 impedí la seva participació en uns nous Jocs fins a l'edició del 1984, a Los Angeles, on va guanyar la medalla de bronze en la competició del quàdruple scull. Formà equip amb Doug Hamilton, Mike Hughes i Bruce Ford.
En el seu palmarès també destaquen dues medalles als Jocs Panamericans, d'or el 1975 i de plata el 1979. Al Campionat del Món de rem destaca una quarta posició el 1983.